# ゾラン・ペトロヴィッチ
ゾラン・ペトロヴィッチ（セルビア語: Зоран Петровић, Zoran Petrović, 1952年4月10日 - 2024年8月8日）は、セルビア（旧ユーゴスラビア）の元サッカー審判員。

## キャリア
パルチザン・ベオグラードの育成組織で選手として活動の後、1970年・18歳の時に審判員の資格を取得。1979年にユーゴスラビア・プルヴァ・リーガのFKサラエヴォ対FKバルダールの試合で審判デビュー。1981年に国際サッカー連盟 (FIFA) に国際審判員として登録された。
2024年8月8日、セルビアサッカー協会が訃報を伝え、哀悼の意を表した。73歳没。

### FIFAワールドカップ他
FIFAワールドカップでは、1986年大会・1990年大会で合計4試合で主審を担当し、2試合で副審を務めた。
メキシコで開催された1986年大会では、グループB最終節・イラク対メキシコと、決勝トーナメント1回戦（ラウンド16）・モロッコ対西ドイツの2試合で主審を務めた。
イタリアで開催された1990年大会では、グループF第2節・イングランド対オランダと、グループC最終節・スウェーデン対コスタリカの2試合で主審を担当。加えて、グループA最終節・オーストリア対アメリカ及び決勝トーナメント1回戦（ラウンド16）・イタリア対ウルグアイの2試合で副審を担当した。
また、ペトロビッチは、アムステルダムのオリンピックスタジアムで行われた1992年のUEFAカップ決勝第2レグ・アヤックス対トリノの2ndレグで主審を担当した。

### Jリーグ
ペトロビッチは1994年に日本サッカー協会とプロ契約を結び、1994年から1997年までJリーグの審判を務めた。彼の経験と知識を新しい日本人審判員に伝えることが主要な目的で、1994年と1996年には最優秀審判賞を受賞している。